# Scrobigera pulchra
Scrobigera pulchra là một loài bướm đêm trong họ Noctuidae.